# Liste der Baudenkmale in Grünow (bei Prenzlau)
In der Liste der Baudenkmale in Grünow sind alle Baudenkmale der brandenburgischen Gemeinde Grünow und ihrer Ortsteile aufgelistet. Grundlage ist die Veröffentlichung der Landesdenkmalliste mit dem Stand vom 31. Dezember 2022.

## Baudenkmale
In den Spalten befinden sich folgende Informationen:
- ID-Nr.: Die Nummer wird vom Brandenburgischen Landesamt für Denkmalpflege vergeben. Ein Link hinter der Nummer führt zum Eintrag über das Denkmal in der Denkmaldatenbank. In dieser Spalte kann sich zusätzlich das Wort Wikidata befinden, der entsprechende Link führt zu Angaben zu diesem Denkmal bei Wikidata.
- Lage: die Adresse des Denkmales und die geographischen Koordinaten. Link zu einem Kartenansichtstool, um Koordinaten zu setzen. In der Kartenansicht sind Denkmale ohne Koordinaten mit einem roten beziehungsweise orangen Marker dargestellt und können in der Karte gesetzt werden. Denkmale ohne Bild sind mit einem blauen bzw. roten Marker gekennzeichnet, Denkmale mit Bild mit einem grünen beziehungsweise orangen Marker.
- Bezeichnung: Bezeichnung in den offiziellen Listen des Brandenburgischen Landesamtes für Denkmalpflege. Ein Link hinter der Bezeichnung führt zum Wikipedia-Artikel über das Denkmal.
- Beschreibung: die Beschreibung des Denkmales
- Bild: ein Bild des Denkmales und gegebenenfalls einen Link zu weiteren Fotos des Baudenkmals im Medienarchiv Wikimedia Commons

### Damme
| ID-Nr.                           | Lage                        | Bezeichnung                              | Beschreibung | Bild           |
| -------------------------------- | --------------------------- | ---------------------------------------- | --- | -------------- |
| 09130027 Wikidata                | Damme Dorfstraße 39a (Lage) | Dorfkirche, Kirchhofsmauer und Mausoleum | Die evangelische Kirche stammt aus der zweiten Hälfte des 13. Jahrhunderts. Der Turmaufsatz stammt aus dem Jahr 1825. | weitere Bilder |
| 09131548 Teilobjekt zu: 09130027 | Damme Dorfstraße 39a (Lage) | Mausoleum                                | | Mausoleum      |
| 09131030 Teilobjekt zu: 09130027 | Damme Dorfstraße 39a (Lage) | Orgel                                    | | Orgel          |

### Dreesch
| ID-Nr.                           | Lage              | Bezeichnung  | Beschreibung                                                                                       | Bild           |
| -------------------------------- | ----------------- | ------------ | -------------------------------------------------------------------------------------------------- | -------------- |
| 09130857 Wikidata                | Dreesch 6d (Lage) | Kirche       | Die evangelische Kirche wurde 1956 erbaut. Es ist ein Saalbau mit Satteldach und einem Dachreiter. | weitere Bilder |
| 09131953 Teilobjekt zu: 09130857 | Dreesch 6d (Lage) | Orgel        | | BW             |
| 09132049                         | Dreesch (Lage)    | Gutsspeicher | | BW             |

### Drense
| ID-Nr.            | Lage                        | Bezeichnung                         | Beschreibung | Bild           |
| ----------------- | --------------------------- | ----------------------------------- | --- | -------------- |
| 09130035 Wikidata | Ziemkendorfer Straße (Lage) | Kirche                              | Die evangelische Kirche stammt aus dem 14. Jahrhundert. Der Backsteinanbau an der südöstlichen Ecke wurde Anfang des 20. Jahrhunderts hinzugefügt. Im Jahre 1945 brannte die Kirche aus und wurde bis 1964 renoviert. | weitere Bilder |
| 09131340          | Grünower Weg 3 (Lage)       | Wirtschaftsgebäude des Pfarrgehöfts | | BW             |

### Grünow
| ID-Nr.                           | Lage                | Bezeichnung | Beschreibung | Bild           |
| -------------------------------- | ------------------- | ----------- | --- | -------------- |
| 09130485 Wikidata                | Lindenstraße (Lage) | Kirche      | Die evangelische Kirche stammt aus der Mitte des 13. Jahrhunderts. Es ist ein Feldsteinbau mit einem später hinzugefügten Westturm. Im Zweiten Weltkrieg wurde die Kirche beschädigt, bis 1960 wurde die Kirche restauriert. Im Inneren ein Orgelprospekt aus dem Jahr 1822 ersten Hälfte des 18. Jahrhunderts. Der Kanzelaltar wurde um 1718 erstellt. Die Sandsteintaufe stammt aus der Zeit des 18. Jahrhunderts. | weitere Bilder |
| 09131090 Teilobjekt zu: 09130485 | Lindenstraße (Lage) | Orgel       | | BW             |

## Ehemalige Baudenkmale
| ID-Nr. | Lage                       | Bezeichnung | Beschreibung                                     | Bild     |
| ------ | -------------------------- | ----------- | ------------------------------------------------ | -------- |
|        | Damme Dorfstraße 42 (Lage) | Gutshaus    | Das Gebäude wurde aus der Denkmalliste entfernt. | Gutshaus |